# Motyle Wysp Owczych
Motyle Wysp Owczych, lepidopterofauna Wysp Owczych – ogół taksonów owadów z rzędu motyli, których występowanie stwierdzono na terytorium Wysp Owczych.

## Glossata:Exoporia

### Niesobkowate(Hepialidae)
Na Wyspach Owczych stwierdzono:
- Hepialus humuli

## Glossata:motyle różnoskrzydłe(Heteroneura)

### Bielinkowate(Pieridae)
Na Wyspach Owczych stwierdzono:
- Colias croceus – szlaczkoń sylwetnik – wykazany, ale niezaliczany do fauny Wysp Owczych
- Pieris brassicae – bielinek kapustnik – wykazany, ale niezaliczany do fauny Wysp Owczych
- Pieris rapae – bielinek rzepnik

### Depressariidae
Na Wyspach Owczych stwierdzono:
- Depressaria badiella

### Elachistidae
Na Wyspach Owczych stwierdzono:
- Elachista albidella

### Kibitnikowate(Gracilariidae)
Na Wyspach Owczych stwierdzono:
- Aspilapteryx tringipennella
- Caloptilia elongella

### Miernikowcowate(Geometridae)
Na Wyspach Owczych stwierdzono:
- Abraxas grossulariata – plamiec agreściak
- Chloroclysta miata
- Chloroclysta siterata – paśnik zaroślak
- Dysstroma citrata – paśnik cytryniak
- Dysstroma truncata – paśnik obcinek
- Entephria caesiata
- Eupithecia nanata zebrata – grotnik malczyk
- Eupithecia pusillata – grotnik jałowczak
- Eupithecia satyrata – grotnik satyrek
- Eupithecia venosata – grotnik szczeblikowiak
- Mesotype didymata
- Nycterosea obstipata – paśnik pochyłek
- Operophtera brumata – piędzik przedzimek
- Perizoma albulata – peryzoma białawka
- Perizoma blandiata – peryzoma półpaska
- Thera cognata – paśnik złączyk
- Xanthorhoe decoloraria (Esper, 1806)
- Xanthorhoe designata faeroensis – paśnik znacznik
- Xanthorhoe fluctuata – paśnik chrzaniak

### Molowate(Tineidae)
Na Wyspach Owczych stwierdzono:
- Monopis laevigella
- Tinea pallescentella
- Tineola bisselliella – mól włosienniczek

### Mrocznicowate(Erebidae)
Na Wyspach Owczych stwierdzono:
- Antichloris sp.
- Arctia caja – niedźwiedziówka kaja
- Catocala fraxini – wstęgówka jesionka
- Euproctis chrysorrhoea – kuprówka rudnica
- Scoliopteryx libatrix – szczerbówka ksieni

### Omacnicowate(Pyralidae)
Na Wyspach Owczych stwierdzono:
- Dioryctria abietella – szyszeń pospolity
- Ephestia kuehniella – mklik mączny
- Paralipsa gularis
- Plodia interpunctella – omacnica spichrzanka

### Piórolotkowate(Pterophoridae)
Na Wyspach Owczych stwierdzono:
- Amblyptilia acanthadactyla
- Emmelina monodactyla
- Stenoptilia bipunctidactyla

### Płożkowate(Oecophoridae)
Na Wyspach Owczych stwierdzono:
- Endrosis sarcitrella
- Hofmannophila pseudospretella

### Pochwikowate(Coleophoridae)
Na Wyspach Owczych stwierdzono:
- Coleophora glaucicolella
- Coleophora serratella
- Coleophora versurella

### Rusałkowate(Nymphalidae)
Na Wyspach Owczych stwierdzono:
- Aglais utricae – rusałka pokrzywnik
- Inachis io – rusałka pawik
- Nymphalis antiopa – rusałka żałobnik – wykazany, ale niezaliczany do fauny Wysp Owczych
- Vanessa atalanta – rusałka admirał
- Vanessa cardui – rusałka osetnik

### Skośnikowate(Gelechiidae)
Na Wyspach Owczych stwierdzono:
- Scrobipalpa samadensis

### Sówkowate(Noctuidae)
Na Wyspach Owczych stwierdzono:
- Agrochola circellaris – źrenicówka rudawka
- Agrotis ipsilon – rolnica gwoździówka
- Agrotis segetum – rolnica zbożówka
- Amphipoea crinanensis
- Amphipoea lucens – paciepnica torfowa
- Amphipyra tragopoginis – opłonka kozibródka
- Anaplectoides prasina – rolnica żółtozielona
- Anarta trifolii – piętnówka chwastówka
- Apamea crenata – sówka oparzałka
- Apamea exulis
- Apamea monoglypha – sówka wróblówka, paciepnica korzeniówka
- Apamea remissa – sówka łagodna
- Autographa gamma – błyszczka jarzynówka
- Autographa pulchrina – błyszczka zdobnica
- Caradrina clavipalpis – światłówka izdebnica
- Caradrina morpheus – światłówka sennica, światłówka morfeusz
- Celaena haworthii
- Cerapteryx graminis – kosiczka łąkowa
- Diarsia mendica borealis
- Enargia paleacea – kresówka żółtawa
- Eupsilia transversa – zimiczka bukówka
- Eurois occulta
- Hada plebeja – piętnówka brodawnica
- Helotropha leucostigma – paciepnica białoznaczka
- Hydraecia micacea – paciepnica ziemniaczana
- Hypocoena stigmatica
- Lycophotia porphyrea – rolnica porfirówka
- Mamestra brassicae – piętnówka kapustnica
- Mesapamea secalis – sówka żytnica
- Mniotype adusta sommeri
- Mythimna unipuncta
- Noctua orbona – rolnica sierotka
- Noctua pronuba – rolnica tasiemka
- Parastichtis suspecta
- Peridroma saucia
- Phlogophora meticulosa – krokiewka lękliwica
- Rhizedra lutosa – badylica żółtaczka
- Spodoptera exigua – światłówka naziemnica
- Standfussiana lucernea
- Trigonophora flammea
- Xanthia icteritia – ozimica rdzawka
- Xestia alpicola atlantica
- Xestia c-nigrum – rolnica panewka
- Xylena vetusta – błędnica butwica

### Tantnisiowate(Plutellidae)
Na Wyspach Owczych stwierdzono:
- Plutella xylostella – tantniś krzyżowiaczek
- Rhigognostis annulatella
- Rhigognostis senilella

### Wachlarzykowate(Crambidae)
Na Wyspach Owczych stwierdzono:
- Catoptria furcatellus
- Catoptria margaritella – wachlarzyk borowy
- Crambus ericella
- Crambus pascuella – wachlarzyk pastwiskowy
- Loxostege sticticalis – przezierka byliczanka
- Nomophila noctuella – pielgrzymka jesienka
- Scoparia ambigualis atomalis
- Udea ferrugalis
- Udea lutealis – udea żółtawa

### Zawisakowate(Sphingidae)
Na Wyspach Owczych stwierdzono:
- Acherontia atropos – zmierzchnica trupia główka
- Agrius convolvuli – zawisak powojowiec
- Hyles euphorbiae
- Hyles gallii – zmrocznik przytuliak
- Hyles livornica

### Zwójkowate(Tortricidae)
Na Wyspach Owczych stwierdzono:
- Acleris aspersana
- Acleris comariana
- Acleris maccana
- Acleris notana
- Acleris sparsana
- Bactra lancealana
- Eana osseana
- Epinotia caprana
- Epinotia mercuriana
- Epinotia solandriana
- Lobesia littoralis
- Phiaris schulziana
- Zeiraphera griseana